# غيلبرت إميري (ممثل)
غيلبرت إميري (بالإنجليزية: Gilbert Emery)‏ هو ممثل أسترالي، ولد في 1882، وتوفي في 24 ديسمبر 1934 بلوس أنجلوس في الولايات المتحدة.

## وصلات خارجية
- غيلبرت إميري على موقع IMDb (الإنجليزية)
- غيلبرت إميري على موقع كينوبويسك (الروسية)